# 昂比河畔耶尔
昂比河畔耶尔（法語：Hières-sur-Amby，法語發音：[jɛʁ syʁ ɑ̃bi]）是法国伊泽尔省的一个市镇，属于拉图尔迪潘区。

## 地理
昂比河畔耶尔（45°47'51"N, 5°17'38"E）面积8.73 平方千米，位于法国奥弗涅-罗讷-阿尔卑斯大区伊泽尔省，该省份为法国东南部内陆省份，北起顺时针与安省、萨瓦省、上阿尔卑斯省、德龙省、阿尔代什省、卢瓦尔省和罗讷省。
与昂比河畔耶尔接壤的市镇（或旧市镇、城区）包括：圣维尔巴、韦尔纳、阿努瓦桑-沙特朗、拉巴尔姆莱格罗特、圣博迪耶德拉图尔。

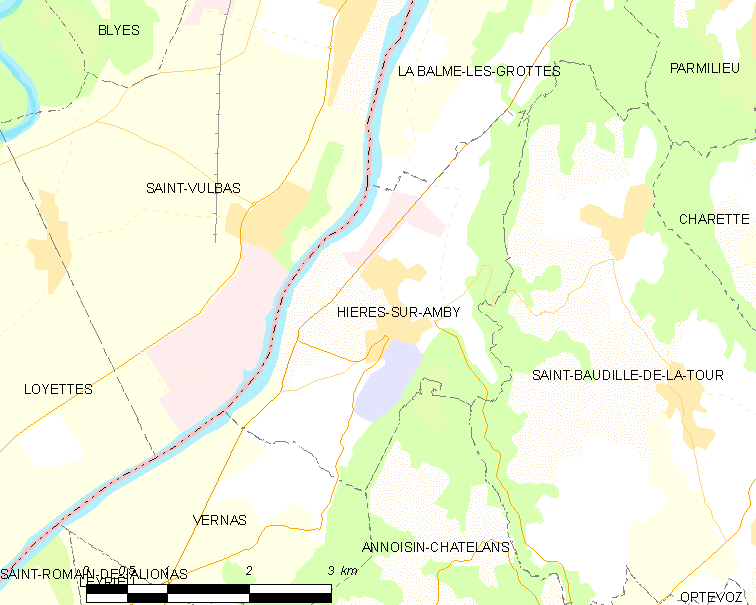
昂比河畔耶尔的OSM定位图

昂比河畔耶尔的时区为UTC+01:00、UTC+02:00（夏令时）。

## 行政
昂比河畔耶尔的邮政编码为38118，INSEE市镇编码为38190。

## 政治
昂比河畔耶尔所属的省级选区为沙尔维约-沙瓦尼厄县。

## 人口

1962-2008年间昂比河畔耶尔人口变化图示

昂比河畔耶尔于2022年1月1日时的人口数量为1198人。